# Малданець
Малданець (пол. Małdaniec, нім. Maldanietz; 1938-45: Maldanen) — село в Польщі, у гміні Щитно Щиценського повіту Вармінсько-Мазурського воєводства.
Населення — 185 осіб (2011).
У 1975-1998 роках село належало до Ольштинського воєводства.

## Демографія
Демографічна структура станом на 31 березня 2011 року:
|          | Загалом | Допрацездатний вік | Працездатний вік | Постпрацездатний вік |
| -------- | ------- | ------------------ | ---------------- | -------------------- |
| Чоловіки | 111     | 35                 | 70               | 6                    |
| Жінки    | 74      | 22                 | 42               | 10                   |
| Разом    | 185     | 57                 | 112              | 16                   |